# Душан Марковић (уметник)
Душан Б. Марковић (Београд, 1948) српски је академски сликар и вајар, који је од 1974. године када је дипломирао на Факултету ликовних уметности у Београду, имао је преко тридесет самосталних изложби у земљи и иностранству. Добитник је више престижних награда за ликовну уметност, а његова дела се налазе у бројним приватним и јавним уметничким колекцијама у земљи и иностранству.

## Живот и каријера
Рођен је 1948. године у Београду, у коме је провео детињство и школовао се.  Завршио је Факултет ликовних уметности у Београду, одсек вајарство 1974, а на истом факултету и постдипломске студије 1977. године.
Као стипендиста владе Белгије  боравио је на усавршавању у Антверпену (National Hoger Institut). До сада је самостално излагао више од 30 пута у земљи и иностранству.
Живи и ствара у Београду, у лепо уређеном атељеу на Дорћолу у приземљу вишеспратнице.
Добитник је више награда и признања из области скулптуре и мале пластике попут „Златно длето“ УЛУСа и многих других.

## Ликовно стваралаштво
Душан Б. Марковић, који је деценијама присутан на српској уметничкој сцени, као лични печат изабрао је да му радови и изложбе увек буду о нечем, па су тако досад били "О кастрацији", "О творцу торнада", "О родослову", "О деоби" "О срећи", "O камуфлажи", "О величини"..у разним поставкама, као објекати, слике и инсталације.

Нови радови Душана Марковића представљају уметничке одговоре на догађаје који су обележили прве деценије 21. века и који су, сходно томе, преобразили нашу стварност: 
| „ | масовни егзодуси, измењена геополитичка мапа Европе, Блиског истока, а и шире. Одсуство истинског дијалога у свакодневном и политичком дискурсу у којем једна страна не може и не жели да чује другу, подизање граница од бодљикавих жица које прете да прерасту у зидове због поновне потребе да се успоставе чврсте поделе и разлике, ширење лажних вести у настојању да кризно стање никада не престане и да се потреба за истином у потпуност затре, као и честа употреба сузавца због које се, на тренутке, чини да Европа не престаје да плаче. | ” |

 Ово су само неки од догађаја из савремене стварности, који су за Душана Марковића  довољно „занимљии“ да да буду уметнички пренета у његове радове с насловима: „Изгнанство“, „Да ли ме чујеш?“, „Тврде и тамне сенке“, „Бодљикаве вести“ и „Дајте Европи мало времена“. Сликајући и изложући радове са овом садржином, коју чине исечци упечатљивих и памћења вредних призора из света који нас окружује, настали су као уметникова опомена, и савет свима нама...
| „ | ...да је свет у коме живимо могуће променити па макар само и својим погледом на њега. | ” |

## Изложбе
Самосталне изложбе
- 1974. Београд, "Скулптуре и цртежи", Галерија Дома омладине
- 1975. Нови Сад, "Слике и цртежи", Салон трибине младих
- 1976. Београд, "Графике и цртежи", Галерија Графички колектив
- 1977. Београд, "Скулптуре и графике", Галерија Дома омладине
- 1979. Београд, "Скулптуре и гвашеви", Галерија КНУ
- 1979. Крагујевац, "Скулптуре и графике", Мали ликовни салон Народног музеја
- 1980. Антверпен, Белгија, "Цртежи и објекти", Натионал Хогер Институт
- 1982. Београд, "Цртежи и мала пластика", Галерија Графички колектив
- 1983. Ниш, "Радови 73-83", Солон 77
- 1984. Београд, "Скулптуре и слике", Галерија Културни центар Цачак,
- 1984. "Скулптуре и слике", Галерија Дом културе
- 1986. Београд, "Носталгија маистора билијара", слике и објекти, Галерија Стар капетанија,
- 1986. Бор, "Продавац илузија", скулптуре, Галерија Музеја металургије
- 1991. Београд, "Слике и објекти", Галерија УЛУС-а
- 1993. Београд, "Париски дневник", радови на папиру, Галерија Графички колектив
- 1996. Београд, "Јахачи сазвежђа", објекти и цртежи, Галерија Зептер
- 1997. Београд, "Студија руке, ексера и спирале", објекти и цртежи, Галерија Хаос
- 1998. Будва, "Јахачи сазвежђа II", објекти, Галерија Аркаде
- 2000. Ниш, "Скулптуре и слике", Галерија Србија
- 2001. Београд, "О величини - језичка расправа", објекти, Галерија УЛУС-а
- 2002. Осло, Норвешка, "Абоут тхе ...", објекти и цртежи, Југословенски културни центар
- 2002. Дробак, Норвешка, "Абоут тхе ...", објекти и цртежи, Галерија Брyгерхусет
- 2003. Пожега, "О родослову ...", објекти и слике, Градска галерија
- 2004. Врање, "О деоби...", објекти и слике, Галерија Народног музеја
- 2006. Београд, "О деоби", цртежи и објекти, Галерија Графичког колектива
- 2006. Београд, "О кастрацији...", објекти и слике, Павиљон Цвијета Зузорић
- 2007. Будва,  „О синхроницитету”, слике, Град театар, Галерија Санта Марија;
- 2008. Београд, „Матрица”, скулптуре, Национална галерија Београд,
- 2011. Београд, „О срећи”, слике, Галерија Хаос;
- 2012. Београд, “О камуфлажи”, објекти, Продајна галерија Београд;
- 2013. Будимпешта (Мађарска), „Лево, лево, лево…”, просторна инсталација, Галерија Српског културног центра;
- 2015. Београд, „Творац торнада”, Уметнички павиљон Цвјета Зузорић;
- 2015. Београд, “Дигитални колаж – 20 година рада Галерије Хаос”, Галерија Хаос
- 2018. Београд, „Колико горе толико доле“.  Галерији 73.[4]
- 2020. Ниш, „Нови радови”, Галерија Павиљон у Нишкој тврђави

Колективне изложбе
Колективно је излагао, на великом броју изложби у Србији и иностранству од 1974. године.

## Награде
- 1973. Београд, "Фонд ллије Коларевића за скулптуру на ФЛУ" Београд,
- 1973. "Прва награда за сликарство ЈК - Берлин 73" Београд,
- 1973. "Трећа награда за скулптуру ЈК - Берлин 73"
- 1974. Врњачка Бања, "Прва награда за скулптуру ЛВС"
- 1976. Београд, "Плакета златног пера Београда"
- 1977. Београд, "Фонд Сретена Стојановића за скулптуру ФЛУ"
- 1980. Београд, "Награда УЛУС-а за малу пластику"
- 1989. Београд, "Златно длето УЛУС-а"
- 1989. Београд, "Прва награда Простор 89"
- 1998. Нови Сад, Награда за дизајн П.К.Н.С.